# Malte-Christian Gruber
Malte-Christian Gruber (* 22. März 1974 in Frankfurt am Main) ist ein deutscher Rechtswissenschaftler.

## Leben
Er studierte Rechtswissenschaft und Philosophie in Frankfurt am Main und Mainz. Nach dem juristischen Vorbereitungsdienst (Rechtsreferendariat) war er ab 2001 Rechtsanwalt. Er promovierte 2005. Er erwarb 2014 die Venia legendi für die Fächer Bürgerliches Recht, Informations- und Medienrecht, Technikrecht und Rechtstheorie. An der Universität Luzern lehrte er ab 2017 als ordentlicher Professor für Rechtsphilosophie und Wirtschaftsrecht mit Schwerpunkt Immaterialgüterrecht und Recht der neuen Technologien. Seit 2023 ist er Inhaber der Professur für Bürgerliches Recht und Rechtsphilosophie an der Justus-Liebig-Universität Gießen.
Seine Forschungsschwerpunkte sind Rechtsphilosophie und Privatrechtstheorie, Technikrecht und Techniksoziologie, Informationsrecht und Digitalwirtschaft und Recht der Lebenswissenschaften und Bioethik.